# 5.º Prêmio APCT
O 5.º Prêmio APCT foi um evento organizado pela Associação Paulista de Críticos Teatrais (APCT) com o propósito de premiar os melhores de 1960 no teatro brasileiro.
Os vencedores foram anunciados no dia 26 de dezembro de 1960 após assembleia da APCT. Diferente do ano anterior, não houve premiação para os melhores da música erudita. A cerimônia de premiação ocorreu em 6 de março de 1961 na sede do Sindicato dos Jornalistas. Os vencedores receberam medalhas e diplomas.

## Vencedores
| Categoria              | Vencedor                                                                          |
| ---------------------- | --------------------------------------------------------------------------------- |
| Espetáculo             | O Pagador de Promessas                                                            |
| Autor                  | Dias Gomes O Pagador de Promessas                                                 |
| Tradutor               | Miroel Silveira e Paulo Lima                                                      |
| Diretor                | Flávio Rangel O Pagador de Promessas                                              |
| Atriz                  | Nathalia Timberg O Pagador de Promessas                                           |
| Ator                   | Leonardo Villar O Pagador de Promessas                                            |
| Cenógrafo              | Anísio Medeiros Prodígio do Mundo Ocidental                                       |
| Figurinista            | Anísio Medeiros Prodígio do Mundo Ocidental                                       |
| Coadjuvante feminino   | Berta Zemel Mãe Coragem                                                           |
| Coadjuvante masculino  | Nelson Xavier Revolução da América do Sul                                         |
| Revelação de autor     | Benedito Ruy Barbosa Fogo Frio                                                    |
| Revelação de diretor   | Walmor Chagas Em Moeda Corrente no País                                           |
| Revelação de atriz     | Glória Menezes As Feiticeiras de Salem                                            |
| Revelação de cenógrafo | Cyro Del Nero O Pagador de Promessas                                              |
| Revelação de figurino  | Maria Bonomi As Feiticeiras de Salem                                              |
| Personalidade          | Francisco Luiz de Almeida Sales                                                   |
| Prêmio especial        | Pequeno Teatro Popular                                                            |
| Prêmio especial        | Instituto Cultural Israelita (criação Teatro de Arte Israelita-Brasileiro - TAIB) |

Votaram: Carlo Prina, Clóvis Garcia, Horácio de Andrade, Mário Júlio da Silva, Miroel Silveira, Paulo Fábio, Regina Helena de Paiva Ramos e Sábato Magaldi